# Polimedes z Argos
Polimedes z Argos – rzeźbiarz grecki ze szkoły argiwskiej aktywny w pierwszej połowie VI wieku p.n.e.
Znany jest z częściowo uszkodzonej sygnatury wykutej na bazie dwóch marmurowych posągów kurosów identyfikowanych z mitologicznymi bliźniakami Kleobisem i Bitonem lub Dioskurami, dedykowanych ok. 590 p.n.e. w okręgu Apollina w Delfach. Jednak kłopoty z odczytaniem uszkodzonej inskrypcji sprawiają, że sprawa autorstwa posągów dla wielu historyków sztuki jest bardzo dyskusyjna.